# Огранович, Николай Степанович
Николай Степанович Огранович (1809—1873) — генерал-лейтенант, командир гвардейской артиллерии.
Родился 6 декабря 1809 года происходил из дворян Полтавской губернии.
Поступив 23 декабря 1823 года юнкером в артиллерийское училище, он 2 февраля 1827 года был произведён в прапорщики и начал службу по артиллерии.
Наступившая кампания 1831 года против польских мятежников дала Ограновичу случай отличиться, и за храбрость, выказанную в сражениях 4, 5 и 8 мая при селениях Плетицы, Соколы и Старом Якаце, он был награждён орденом св. Анны 3-й степени с бантом, а за штурм Варшавы орденом св. Владимира 4-й степени с бантом.
В марте 1849 года Огранович был назначен командиром 3-й гвардейской и гренадерской артиллерийской бригады, а в октябре того же года - 1-й гвардейской артиллерийской бригады.
26 ноября 1849 года он за беспорочную выслугу 25 лет в офицерских чинах был награждён орденом св. Георгия 4-й степени (№ 8178 по списку Григоровича — Степанова).
В декабре 1851 года Огранович был произведён в генерал-майоры. Назначенный 13 апреля 1854 года временно командующим артиллерией гвардейского пехотного корпуса, с оставлением командиром лейб-гвардии 1-й артиллерийской бригады, он в 1856 году временно командовал артиллерией Западной армии и в том же году 26 августа был награждён орденом св. Анны 1-й степени, а через два года назначен состоять по гвардейской пешей артиллерии с прикомандированием к штабу генерал-фельдцейхмейстера.
25 июня 1860 года Огранович был назначен начальником 4-й артиллерийской дивизии и 30 августа того же года произведён в генерал-лейтенанты.
За участие в подавлении польского мятежа 1863 года он был награждён орденом св. Владимира 2-й степени с мечами и вскоре после того, 1 апреля 1864 года, зачислен в запасные войска; впрочем, в ноябре того же года он был назначен в Главное артиллерийское управление, а 27 марта 1866 года награждён орденом Белого Орла.
17 мая 1867 года он снова был зачислен в запасные войска и больше уже не служил. Скончался в Санкт-Петербурге 30 октября 1873 года.